# 3817 Lencarter
3817 Lencarter è un asteroide della fascia principale. Scoperto nel 1979, presenta un'orbita caratterizzata da un semiasse maggiore pari a 2,2686730 UA e da un'eccentricità di 0,1094762, inclinata di 3,27032° rispetto all'eclittica.